# رود کیتا
رود کیتا (به لاتین: Kita River) یک رود در ژاپن است که در استان شیگا واقع شده‌است.